# Sivice
Sivice – gmina w Czechach, w powiecie Brno, w kraju południowomorawskim.
1 stycznia 2017 gminę zamieszkiwało 1089 osób, a ich średni wiek wynosił 40,2 roku.